# Гагма-Пирвели-Хорга
Гагма-Пирвели-Хорга (груз. გაღმა პირველი ხორგა) — село в Грузии, на территории Хобского муниципалитета края (мхаре) Самегрело-Верхняя Сванетия.

## География
Село находится в западной части Грузии, на левом берегу реки Хоби, на расстоянии приблизительно 3 километров (по прямой) к юго-юго-западу от города Хоби, административного центра муниципалитета. Абсолютная высота — 10 метров над уровнем моря.

## Население
По результатам официальной переписи населения 2014 года, в Гагма-Пирвели-Хорге проживало 727 человек (367 мужчин и 360 женщин). В национальной структуре населения грузины составляли 99,6 %, русские — 0,3 %.
| Год  | Население, человек |
| ---- | ------------------ |
| 2002 | 974                |
| 2014 | ↘ 727              |